# 포곡중학교
포곡중학교(蒲谷中學校)는 대한민국 경기도 용인시 처인구 포곡읍 전대리에 있는 공립 중학교이다.

## 학교 연혁
- 1993년 1월 31일 : 포곡중학교 5학급 설립인가
- 1993년 3월 1일 : 제1대 김석경 교장 취임
- 1993년 3월 5일 : 제1회 입학식(231명)
- 2002년 8월 30일 : 학교 급식소 준공
- 2002년 10월 17일 : 다목적 체육관 준공
- 2010년 3월 2일 : 영재 2학급 운영, 특수학급 신설
- 2015년 3월 1일 : 혁신학교 지정
- 2018년 9월 4일 : 눈숲도서관 개관
- 2021년 3월 1일 : 제10대 김상기 교장 취임
- 2024년 3월 4일 : 신입생 7학급 입학

## 참고 자료
- 포곡중학교 - 한국교육학술정보원 학교알리미